# Pericoma

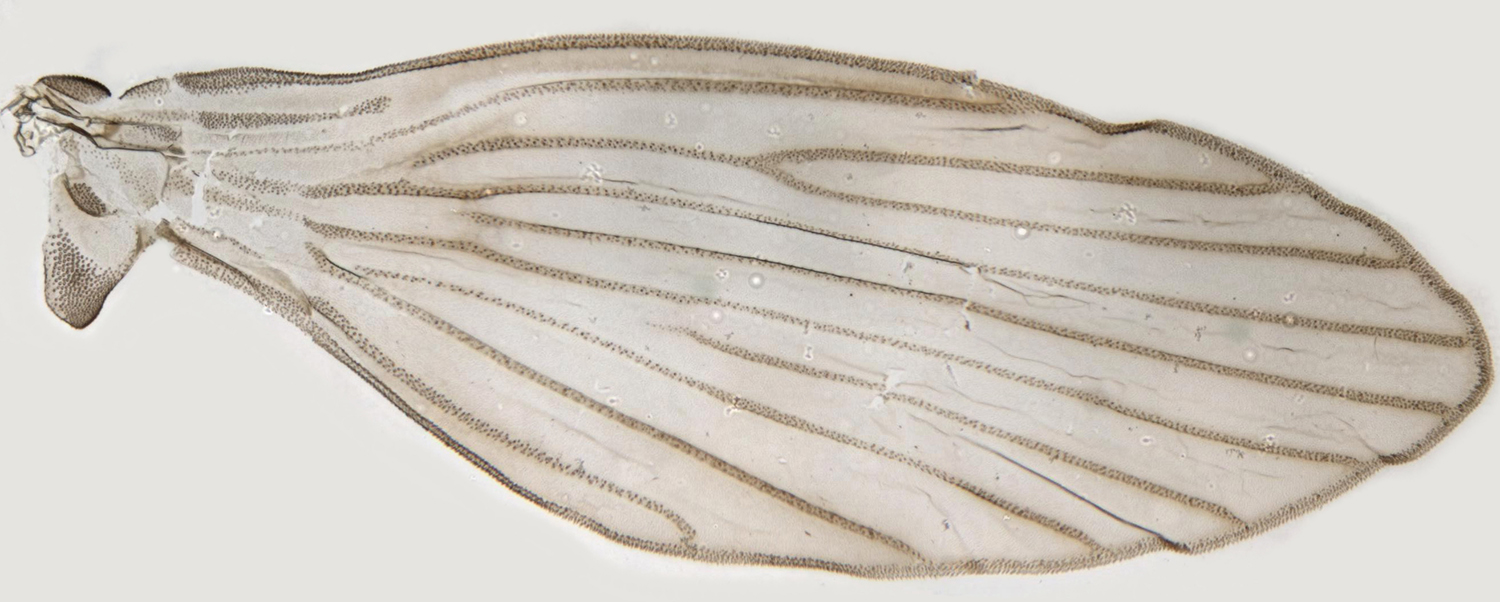
Imatge d'un especimen de Pericoma trifasciata.

Pericoma és un gènere d'insectes dípters pertanyent a la família dels psicòdids.

## Distribució geogràfica
Es troba a Euràsia, Amèrica, Sud-àfrica, Austràlia (el Territori de la Capital Australiana, Victòria, Nova Gal·les del Sud, Austràlia Meridional i Tasmània), Nova Zelanda i Nova Guinea.

## Taxonomia
- Pericoma acuminata (Strobl, 1901)
- Pericoma affinis (Krek, 1985)
- Pericoma agreste (Quate & Quate, 1967)
- Pericoma alaeoensis (Kaul, 1971)
- Pericoma alba (Sara, 1952)
- Pericoma albipes (Tonnoir, 1953)
- Pericoma albitarsis (Banks, 1895)
- Pericoma albitarsis (Williston, 1896)
- Pericoma alfaroana (Dyar, 1926)
- Pericoma alhambrana (Vaillant, 1978)
- Pericoma alticola (Vaillant, 1955)
- Pericoma americana (Kincaid, 1901)
- Pericoma amplipenna (Knab, 1914)
- Pericoma ancyla (Quate, 1955)
- Pericoma anderssoni (Nielsen, 1965)
- Pericoma arvernica (Vaillant, 1978)
- Pericoma aterrima (Banks, 1914)
- Pericoma atlantica (Satchell, 1955)
- Pericoma attenuata (Vaillant, 1978)
- Pericoma balcanica (Krek, 1985)
- Pericoma bancrofti (Tonnoir, 1920)
- Pericoma barbarica (Vaillant, 1955)
- Pericoma barbata (Satchell, 1954)
- Pericoma barremica (Vaillant & Withers, 1993)
- Pericoma bavarica (Wagner, 1981)
- Pericoma becharreense (Wagner, 1980)
- Pericoma bifalcata (Satchell, 1950)
- Pericoma bilobata (Satchell, 1954)
- Pericoma bipunctata (Kincaid, 1899)
- Pericoma biramus (Quate, 1955)
- Pericoma blandula (Eaton, 1893)
- Pericoma bosnica (Krek, 1967)
- Pericoma brasilensis (Duckhouse, 1968)
- Pericoma bunae (Krek, 1979)
- Pericoma busckana (Dyar, 1926)
- Pericoma calcifera (Vaillant & Withers, 1993)
- Pericoma calcilega (Feuerborn, 1923)
- Pericoma californica (Kincaid, 1901)
- Pericoma carolina (Banks, 1931)
- Pericoma chilensis (Tonnoir, 1929)
- Pericoma chlifasica (Vaillant & Moubayed, 1987)
- Pericoma clarkei (Satchell, 1954)
- Pericoma claviatum (Satchell, 1950)
- Pericoma coei (Vaillant, 1965)
- Pericoma complexa (Quate, 1955)
- Pericoma complicata (Tonnoir, 1929)
- Pericoma confusa (Satchell, 1953)
- Pericoma consigilana (Sara, 1953)
- Pericoma contigua (Tonnoir, 1929)
- Pericoma coracina (Duckhouse, 1966)
- Pericoma corsicana (Vaillant, 1955)
- Pericoma crenophila (Wagner & Schrankel, 2005)
- Pericoma deceptrix (Quate & Brown, 2004)
- Pericoma decoricornis (Tokunaga, 1961)
- Pericoma denticulatistylata (Tokunaga & Kyoto, 1956)
- Pericoma diffusa (Satchell, 1954)
- Pericoma diversa (Tonnoir, 1919)
- Pericoma dlabolai (Jezek, 1990)
- Pericoma drepanatum (Satchell, 1950)
- Pericoma drepanopenis (Duckhouse, 1975)
- Pericoma edwardsi (Tonnoir, 1929)
- Pericoma egeica (Vaillant, 1979)
- Pericoma equalis (Tonnoir, 1934)
- Pericoma exquista (Eaton, 1893)
- Pericoma fallax (Eaton, 1893)
- Pericoma fenestrata (Tonnoir, 1929)
- Pericoma fluviatilis (Dyar, 1926)
- Pericoma formosa (Nielsen, 1964)
- Pericoma funebris (Hutton, 1902)
- Pericoma gourlayi (Satchell, 1950)
- Pericoma grabhamana (Dyar, 1926)
- Pericoma gracecica (Vaillant, 1978)
- Pericoma graecica (Vaillant, 1978)
- Pericoma granadica (Vaillant, 1978)
- Pericoma hakkariae (Wagner, 1986)
- Pericoma hamtensis (Kaul, 1971)
- Pericoma hansoni (Quate, 1996)
- Pericoma hespenheidei (Quate, 1996)
- Pericoma hiera (Quate, 1955)
- Pericoma hygropetrica (Wagner, 1993)
- Pericoma illustrata (Tonnoir, 1953)
- Pericoma improvisa (Wagner & Baez, 1993)
- Pericoma incompleta (Knab, 1914)
- Pericoma incrustans (Vaillant, 1978)
- Pericoma inornata (Tonnoir, 1929)
- Pericoma insularis (Wagner & Salamanna, 1984)
- Pericoma intricatoria (Tonnoir, 1953)
- Pericoma isabellae (Wagner, 2005)
- Pericoma kabulica (Wagner, 1979)
- Pericoma kariana (Vaillant, 1978)
- Pericoma kugleri (Wagner, 1984)
- Pericoma lassenicalassenica (Quate, 1955)
- Pericoma latina (Sara, 1954)
- Pericoma limicola (Vaillant, 1961)
- Pericoma litanica (Vaillant & Moubayed, 1987)
- Pericoma ljubiliensis (Krek, 1967)
- Pericoma lobisternum (Satchell, 1950)
- Pericoma longicellata (Tokunaga & Komyo, 1956)
- Pericoma longipennis (Kaul, 1971)
- Pericoma ludificata (Quate, 1955)
- Pericoma maculosa (Wagner, 1979)
- Pericoma marginalis (Banks, 1894)
- Pericoma margininotata (Brunetti, 1908)
- Pericoma maroccana (Vaillant, 1955)
- Pericoma maurum (Satchell, 1950)
- Pericoma melanderi (Quate, 1955)
- Pericoma metatarsalis (Brunetti, 1911)
- Pericoma mixta (Brunetti, 1911)
- Pericoma modesta (Tonnoir, 1922)
- Pericoma mollis (Satchell, 1955)
- Pericoma motasi (Vaillant, 1978)
- Pericoma multimaculata (Satchell, 1950)
- Pericoma nemorosa (Duckhouse, 1966)
- Pericoma neoblandula (Duckhouse, 1962)
- Pericoma nigricauda (Tonnoir, 1919)
- Pericoma nigropunctata (Schiner, 1868)
- Pericoma niveopunctata (Tonnoir, 1929)
- Pericoma notata (Duckhouse, 1966)
- Pericoma orientalis (Wagner, 1986)
- Pericoma ottwayensis (Duckhouse, 1966)
- Pericoma paghmanica (Wagner, 1979)
- Pericoma pallida (Vaillant, 1978)
- Pericoma pallidula (Tonnoir, 1929)
- Pericoma pannonica (Szabo, 1960)
- Pericoma peregrinum (Quate & Quate, 1967)
- Pericoma pictipennis (Tonnoir, 1920)
- Pericoma pingarestica (Vaillant, 1978)
- Pericoma platystyla (Wagner, 1986)
- Pericoma pseudoalbipes (Satchell, 1953)
- Pericoma pseudocalcilega (Krek, 1972)
- Pericoma pseudoexquisita (Tonnoir, 1940)
- Pericoma punctulatum (Tonnoir, 1953)
- Pericoma pyramidon (Quate & Brown, 2004)
- Pericoma remulum (Quate & Brown, 2004)
- Pericoma restonicana (Vaillant, 1978)
- Pericoma reticulatipennis (Tokunaga & Komyo, 1956)
- Pericoma rivularis (Berden, 1954)
- Pericoma rotundipennis (Tonnoir, 1953)
- Pericoma salfii (Sara, 1951)
- Pericoma sasakawai (Tokunaga & Komyo, 1955)
- Pericoma satchell (Duckhouse, 1966)
- Pericoma schumanni (Jezek, 1994)
- Pericoma scotiae (Curran, 1924)
- Pericoma segregata (Vaillant, 1978)
- Pericoma serratipenis (Satchell, 1950)
- Pericoma servadeii (Salamanna, 1982)
- Pericoma shikokuensis (Tokunaga & Komyo, 1955)
- Pericoma sicula (Quate, 1955)
- Pericoma signata (Banks, 1901)
- Pericoma simplex (Tonnoir, 1929)
- Pericoma simulata (Duckhouse, 1966)
- Pericoma singularis (Quate, 1962)
- Pericoma sinica (Wagner, 2003)
- Pericoma sitchana (Kincaid, 1899)
- Pericoma slossonae (Williston, 1893)
- Pericoma solangensis (Kaul, 1971)
- Pericoma soleata (Haliday, 1856)
- Pericoma solitaria (Wagner & Salamanna, 1984)
- Pericoma solitarium (Satchell, 1954)
- Pericoma spiralifera (Satchell, 1950)
- Pericoma squamitarsis (Tonnoir, 1929)
- Pericoma steffani (Quate & Quate, 1967)
- Pericoma stuckenbergi (Duckhouse, 1975)
- Pericoma subillustrata (Tonnoir, 1953)
- Pericoma symphylia (Quate, 1999)
- Pericoma tasmaniae (Tonnoir, 1953)
- Pericoma tatrica (Szabo, 1960)
- Pericoma taurica (Jezek, 1990)
- Pericoma tenerifensis (Satchell, 1955)
- Pericoma tenuistylis (Vaillant, 1978)
- Pericoma tienshanensis (Jezek, 1994)
- Pericoma tonnoiri (Vaillant, 1978)
- Pericoma tricolor (Knab, 1914)
- Pericoma trifasciata (Meigen, 1818)
- Pericoma triuncinatum (Satchell, 1950)
- Pericoma truncata (Kincaid, 1899)
- Pericoma uniformatum (Tonnoir, 1953)
- Pericoma usingeri (Quate, 1955)
- Pericoma vestita (Vaillant & Withers, 1993)
- Pericoma viduata (Tonnoir, 1929)
- Pericoma viperina (Vaillant, 1961)
- Pericoma volpina (Vaillant, 1978)
- Pericoma zumbadoi (Quate, 1996)[6][7][8][9][10][11][3]